# Monastère de la Panagía Spiliótissa
Le monastère de la Panagía Spiliótissa (en grec moderne : Μονή Παναγίας Σπηλιώτισσας, « Notre-Dame-de-la-grotte ») est accroché à flanc de falaise dans les gorges de Vikos. Il surplombe la rivière Voïdomátis.

## Origine de la construction

### Une grotte sacrée
Le monastère a été construit autour d'une grotte sacrée où la Vierge serait apparue. La grotte a été utilisée dès le Moyen Âge comme lieu d'ermitage commode et protégé. Une ouverture en aplomb de la rivière Voïdomátis permettait de se ravitailler en eau. On peut accéder à la grotte depuis un étroit passage au sein du monastère.

### Centre local
Le monastère était un centre important de la vie pastorale jusqu'à la fin de la période ottomane.
Il servait d'école aux villages voisins et les habitants y trouvaient refuge quand ils étaient menacés par les Turcs.
Il fut édifié entre 1579 et parachevé en 1665.
Les inscriptions font référence à la fondation du monastère par deux moines nommés Johaquim et Sophronios.
Les fresques murales ont été peintes en 1673 par le frère Parthénios mais semblent recouvrir un travail plus ancien.
Aujourd'hui, le monastère dépend de la commune d'Arísti. Il n'est pas ouvert aux visites.

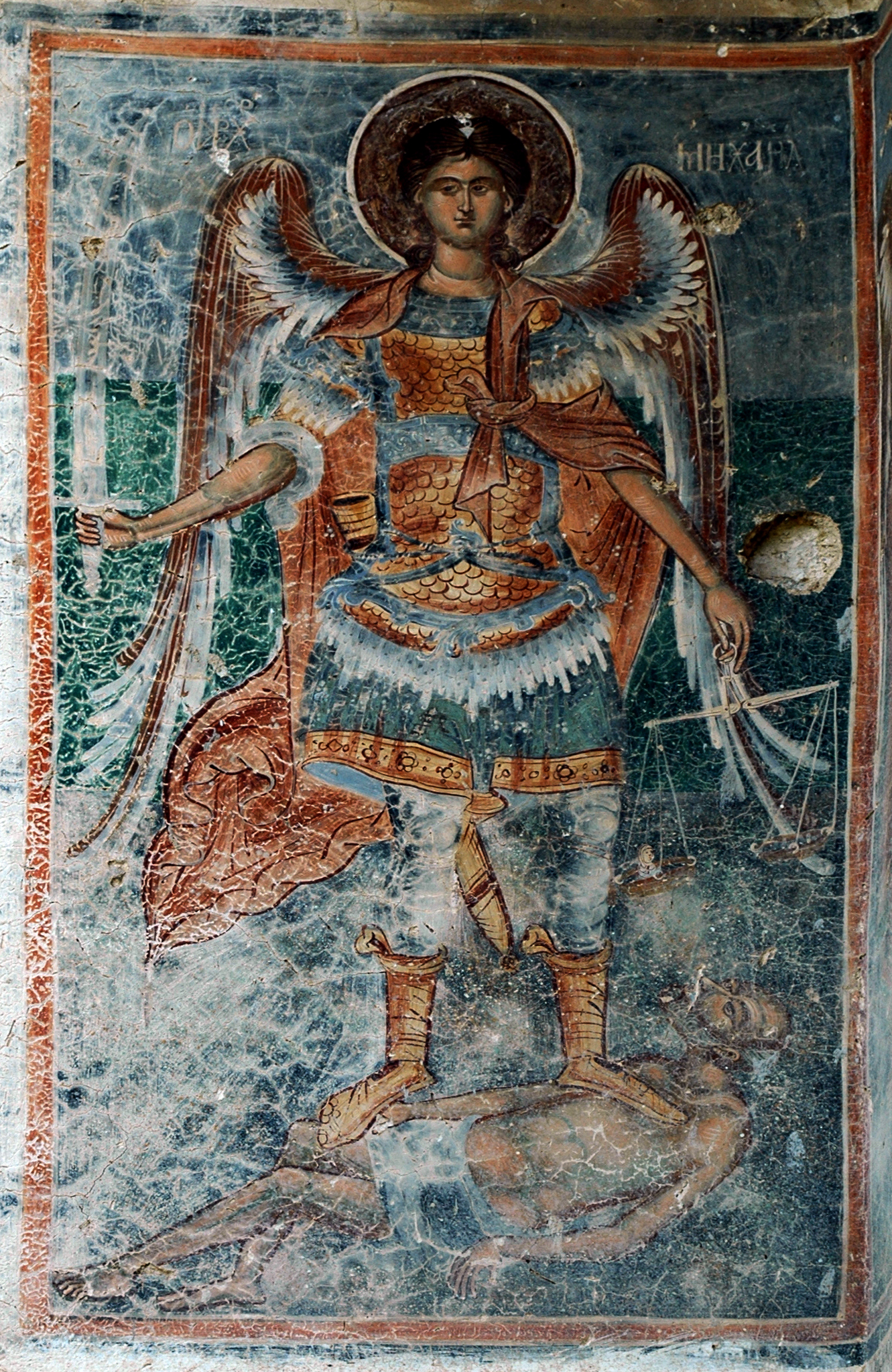
L'archange Michel

## Icônes byzantine
Le monastère est richement décoré de fresques byzantines. Des fresques extérieures, il ne subsiste que deux tableaux au-dessus de la porte d'entrée, l'une représentant l'archange Michel et l'autre la Vierge à l'Enfant.
Cependant, la chapelle a conservé l'intégralité de sa décoration murale, faite de représentations de saints et de scènes bibliques. L'état de conservation est très variable. Des traces de restauration anciennes sont visibles.

## Célébrations
Le monastère n'est plus habité mais des liturgies ont lieu régulièrement à l'occasion de fêtes religieuses. Des chauves-souris ont élu domicile dans la grotte et dans d'anciennes cellules de moines.

## Accès
Depuis le village d'Arísti, prendre la route menant à Pápingo. Il faut prendre un chemin sur la gauche peu avant de parvenir à la rivière Voïdomátis et continuer à pied le long du sentier.

## Compléments
Le monastère se trouve dans le périmètre du Parc national de Vikos – Aoos.

### Iconographie

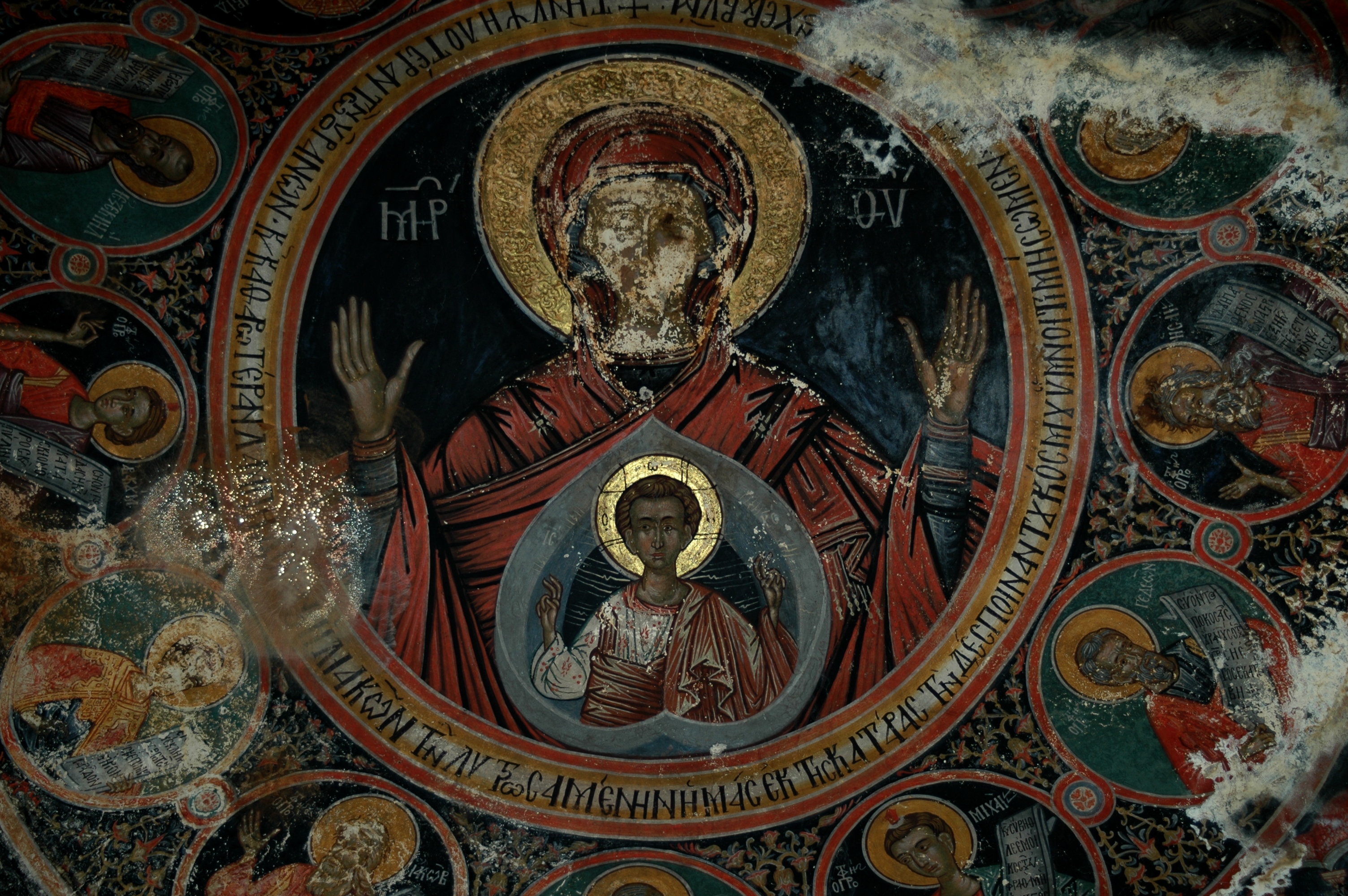
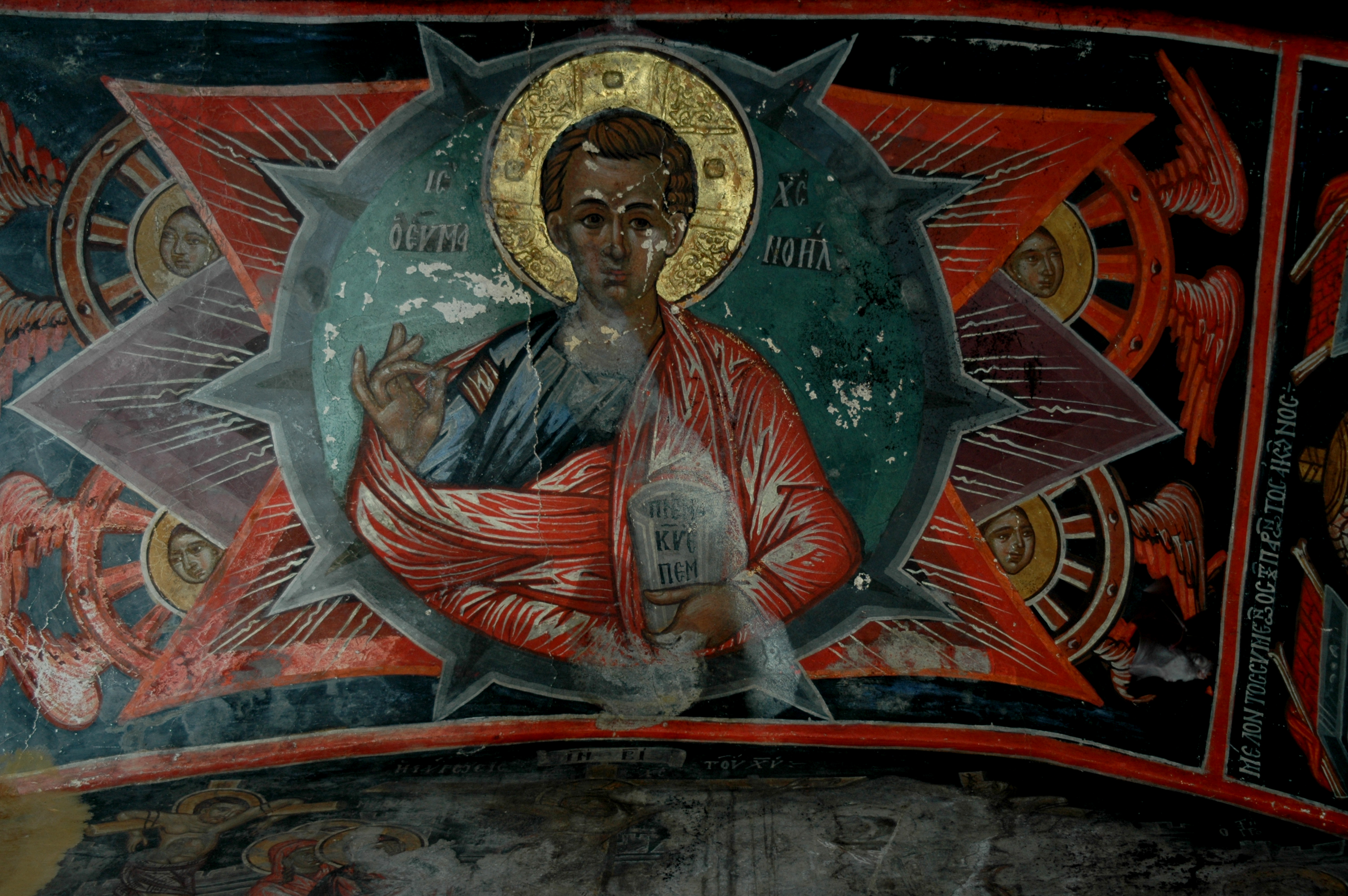
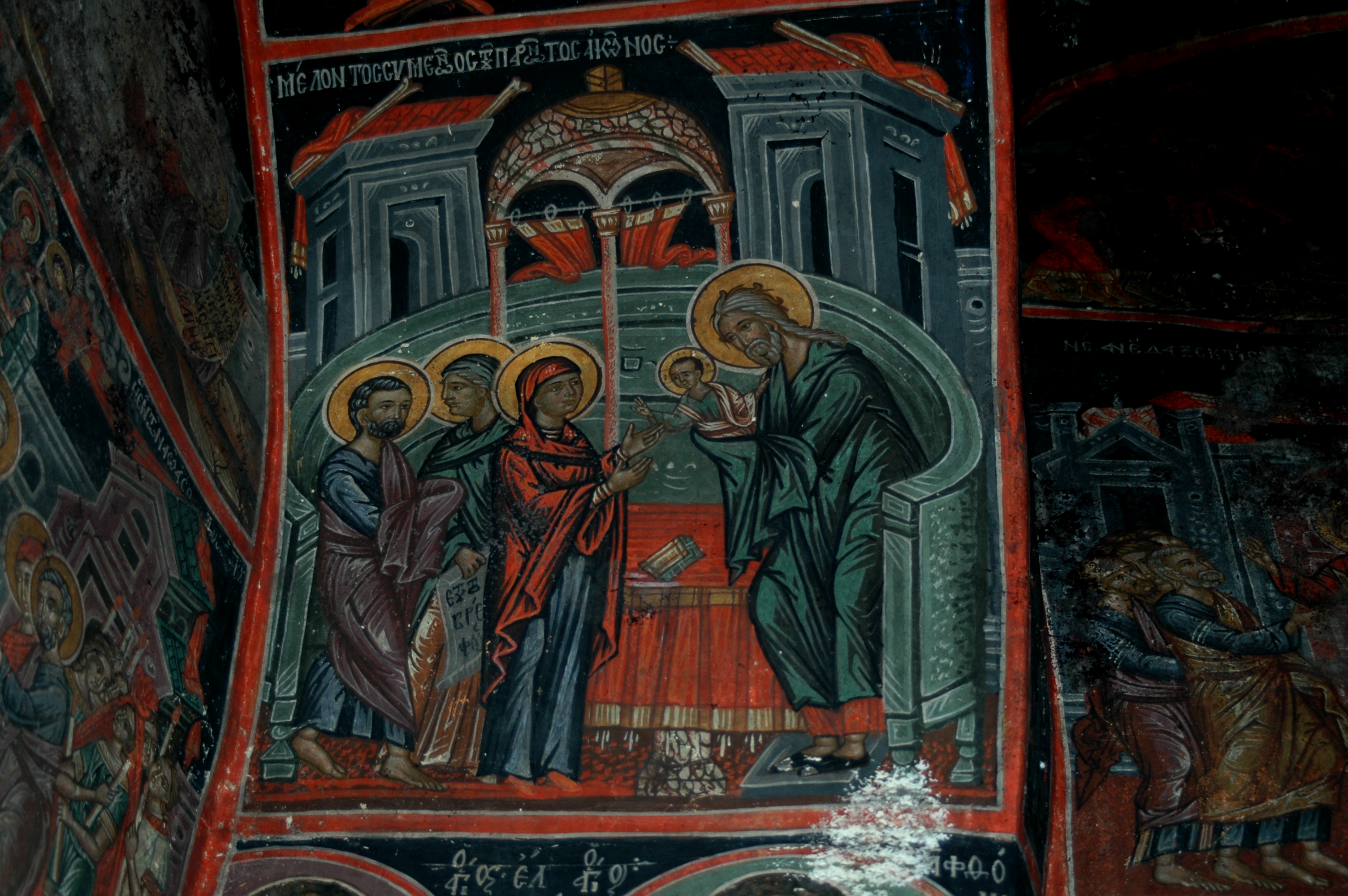
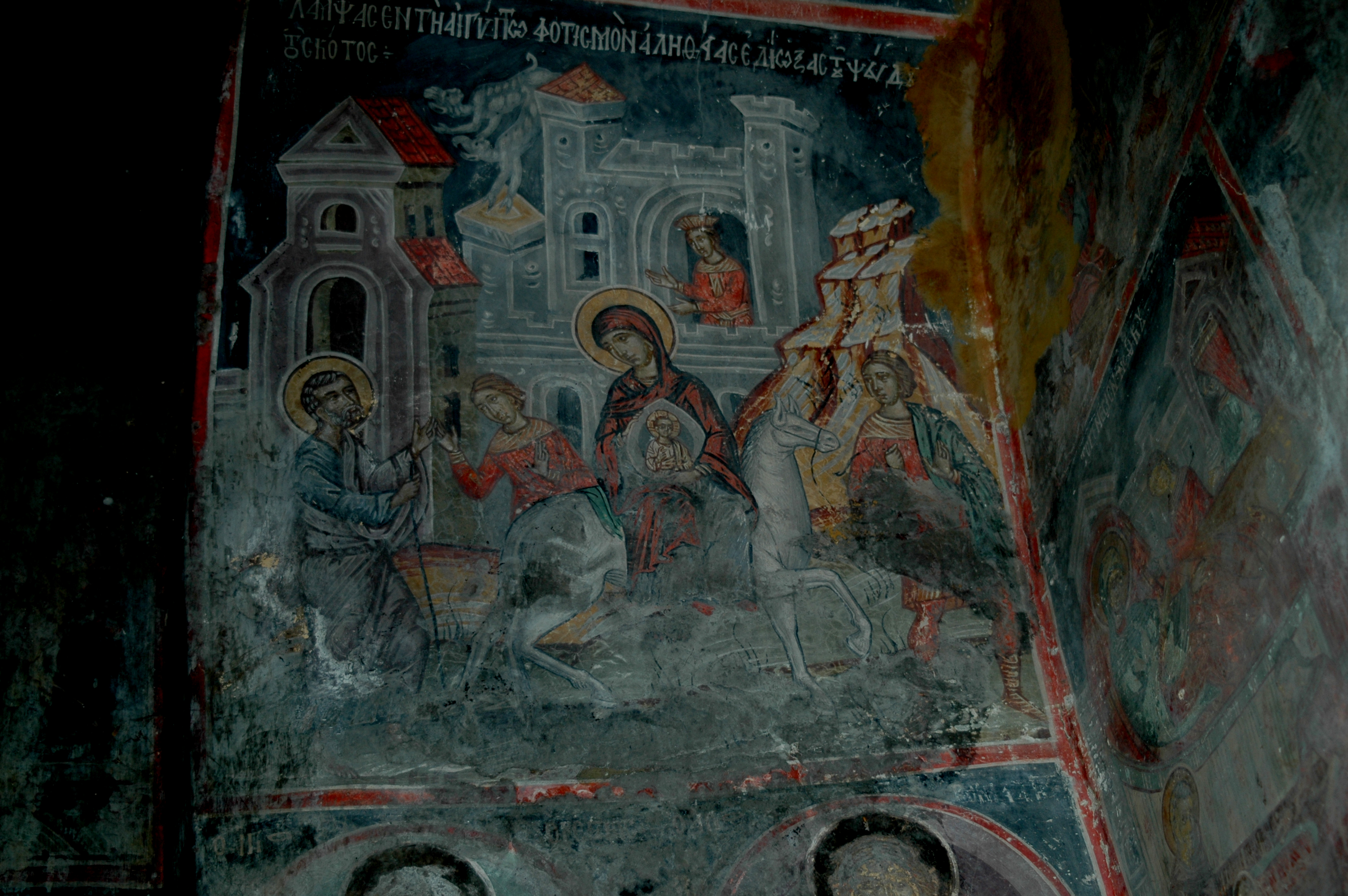
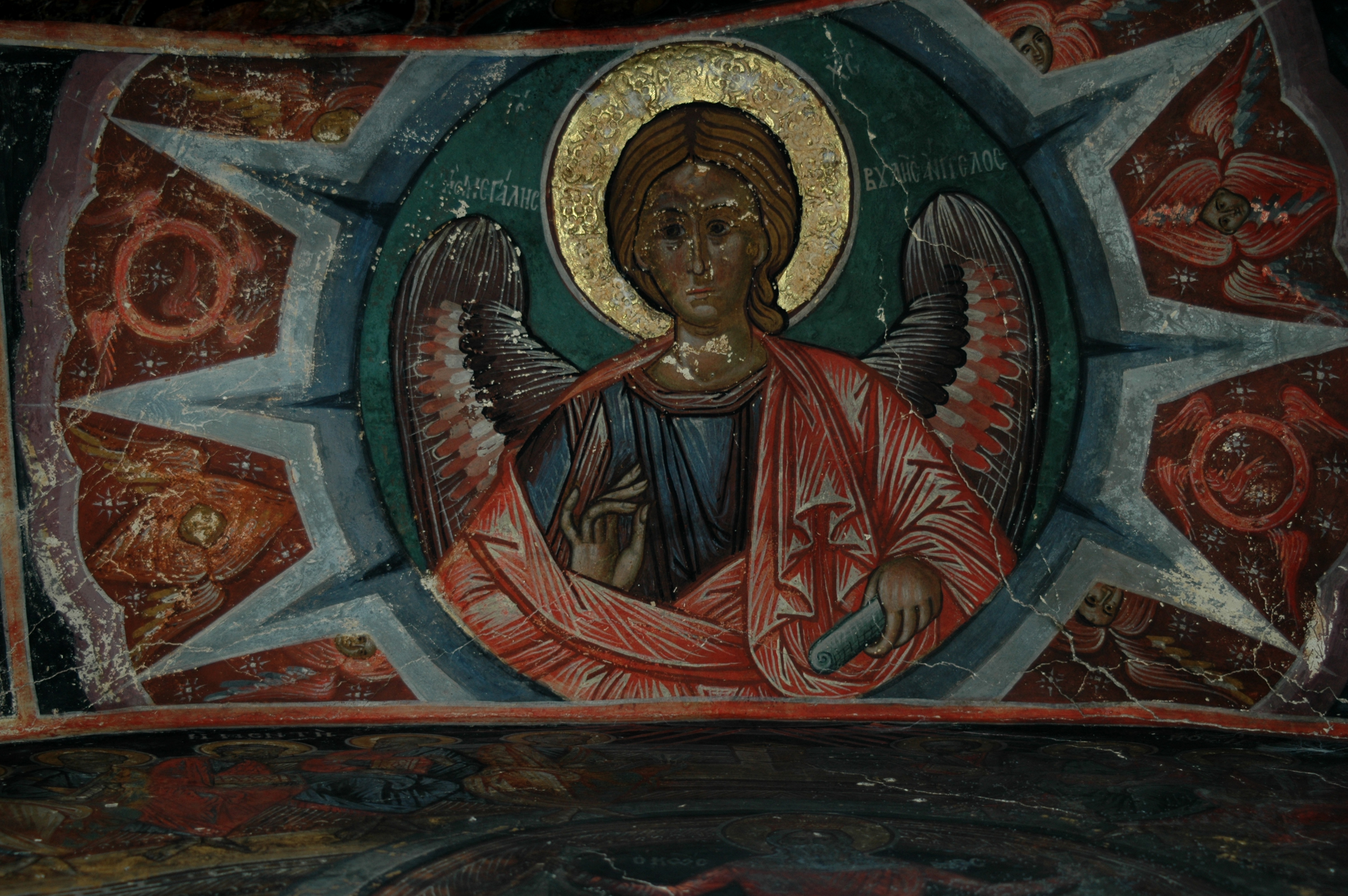
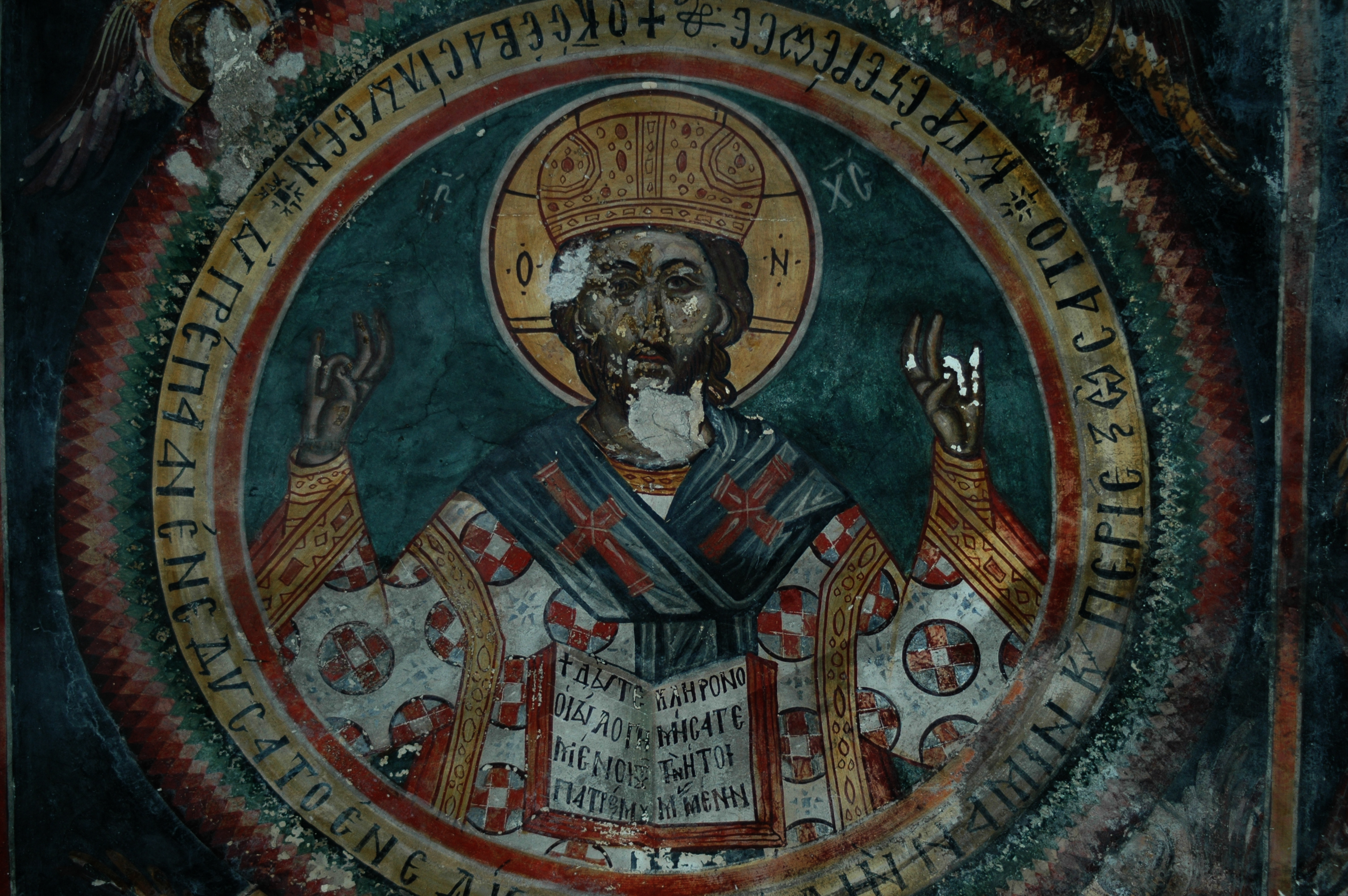
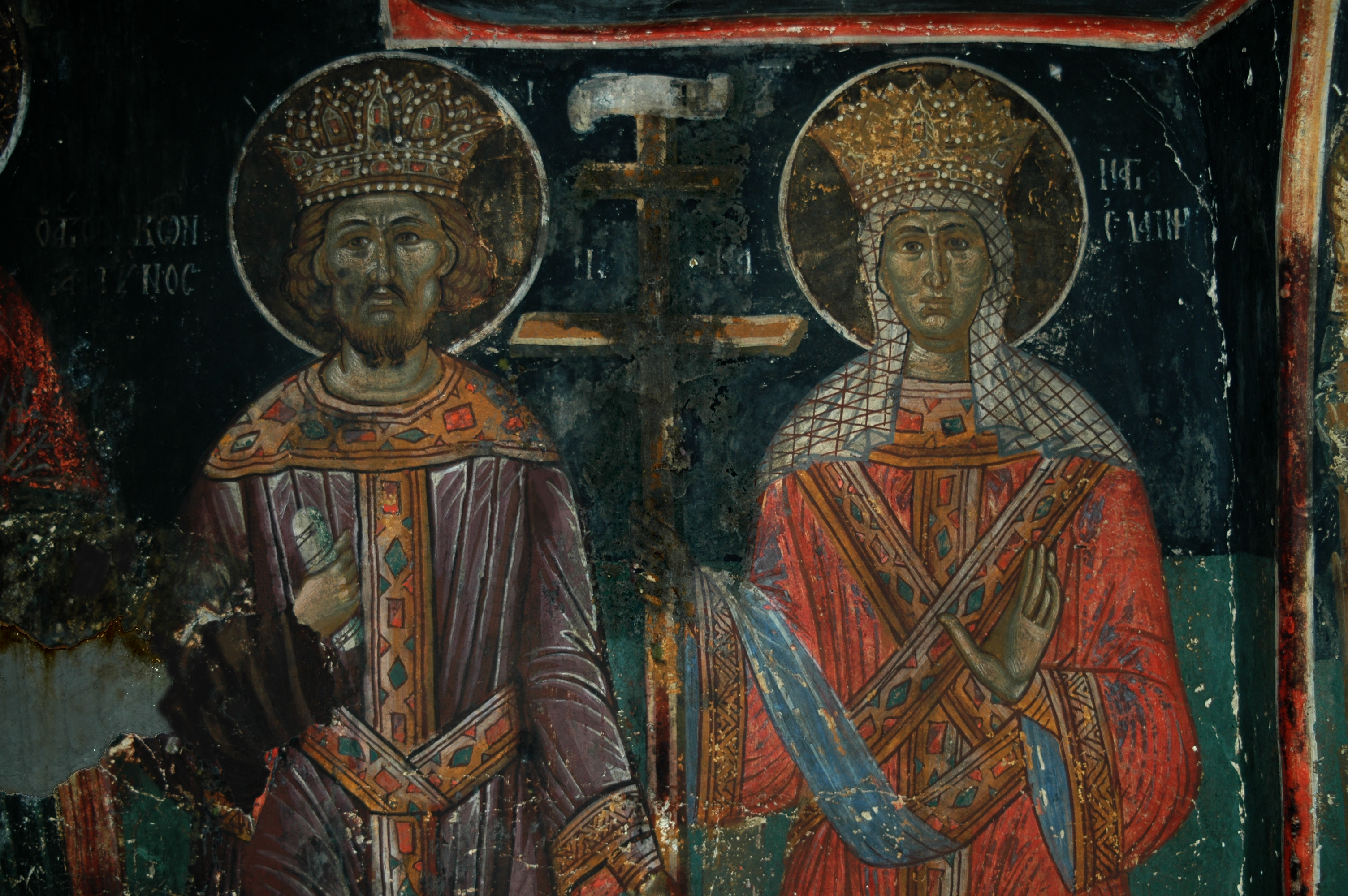
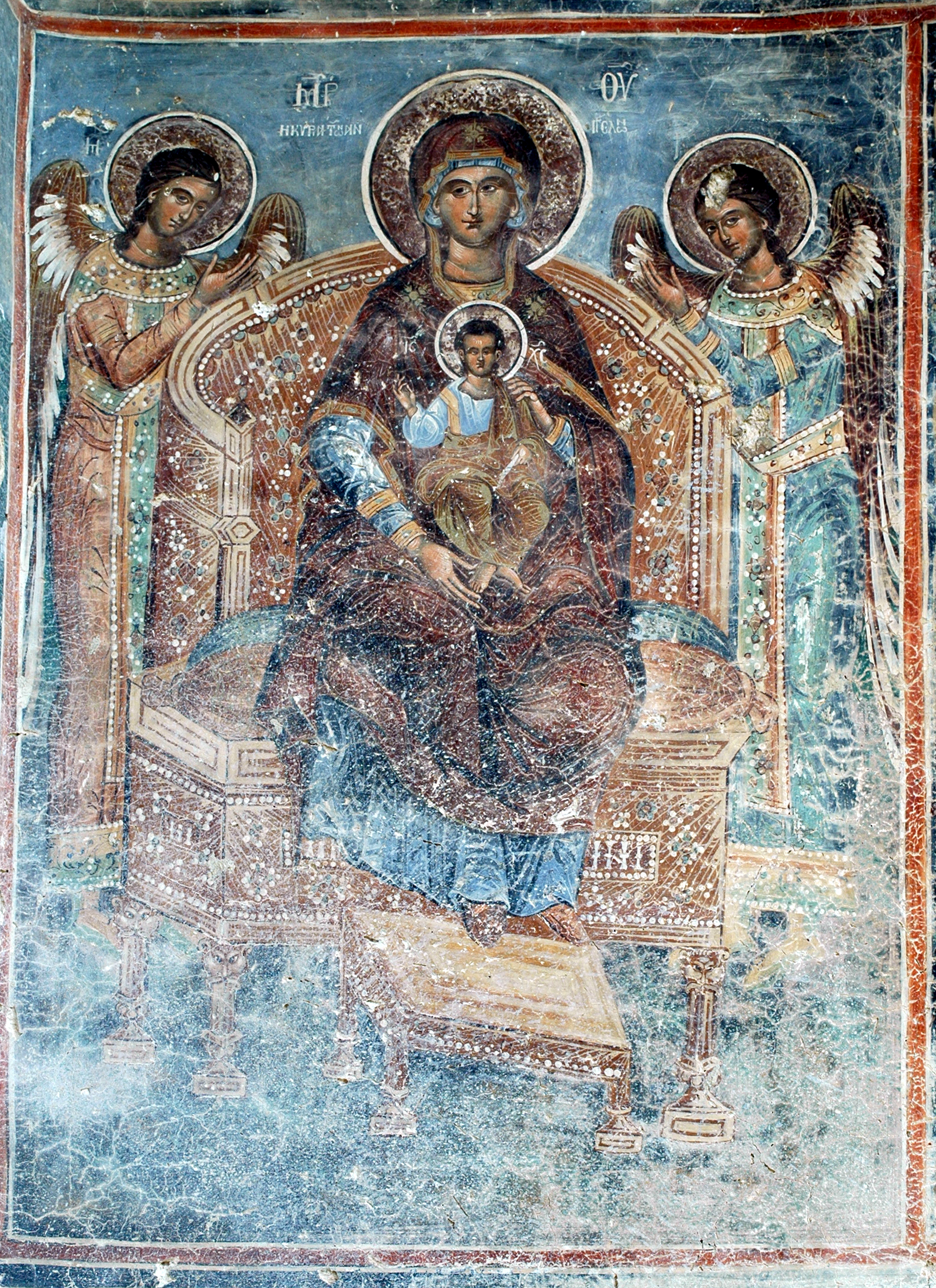